# Condado de Guadalupe (Novo México)
O Condado de Guadalupe é um dos 33 condados do Estado americano do Novo México. A sede do condado é Santa Rosa, e sua maior cidade é Santa Rosa. O condado possui uma área de 7 852 km² (dos quais 3 km² estão cobertos por água), uma população de 4 680 habitantes, e uma densidade populacional de 1 hab/km² (segundo o censo nacional de 2000). O condado foi fundado em 1891.